# Krzyżówka hetmańska
Krzyżówka hetmańska – rodzaj krzyżówki, w której objaśnienia są łamigłówkami słownymi.

## Objaśnienia
Objaśnienia w krzyżówkach hetmańskich składają się z dwóch części. Jedna z nich to zwykły, choć bardzo ogólnikowy, opis wyrazu. Druga to gra słów, która polega na łączeniu, wyszukiwaniu i przestawianiu liter i wyrazów, co zawsze jest w zakamuflowany sposób sygnalizowane. Kolejność części i granica między nimi nie jest ujawniana, interpunkcja nie ma znaczenia.

## Przykłady
Poniższe przykłady pochodzą z Gazety w kratkę, bezpłatnego, obecnie nie wydawanego, dodatku do Gazety Wyborczej.
Opis „roztrzepana sroka i kuzynka wróbla” określa wyraz SIKORA („kuzynka wróbla”). Słówko „roztrzepana” sugeruje, że sąsiednie wyrazy („sroka i”) należy zanagramować.
Objaśnienie „ze mną w środku zalewa, ale nie ma we śnie” dotyczy wyrazu ZJAWA („we śnie”). Litery „JA” należy wpisać do środka wyrazu Z-ALE-WA, a następnie usunąć „ALE”.
„Z torbą gna z powrotem w niekończącym się kurzu” to KANGUR („z torbą”). Dlaczego K-ANG-UR jest rozwiązaniem „hetmańskim”? „Gna z powrotem” oznacza wyraz „gna" czytany wspak. „Niekończący się kurz” to litery KUR.
Hasło „śmieje się, skoro nie całkiem jest najeżone” oznacza wyraz RŻYSKO („jest najeżone”). Zlepiamy „RŻY” („śmieje się”) i „SKO” („skoro nie całkiem”).